# Вилхелм Рајх
Вилхелм Рајх (Добзау, 24. март 1897 — Луисбург, 3. новембар 1957) је био аустријски, касније амерички, психијатар, психоаналитичар и критичар друштва.

## Биографија
Вилхелм Рајх је потицао из јеврејске породице која није била блиска јеврејској традицији. Студирао је на Универзитету у Бечу код Зигмунда Фројда. Касније је радио као психијатар у Берлину и био члан Комунистичке партије Немачке. Тих година објавио је књиге „Сексуална револуција“ и „Масовна психологија фашизма“. У овој другој је тврдио да је фашизам последица сексуалне репресије, а и да је комунизам својеврсни „црвени фашизам“. Због тога је избачен из комунистичке партије, а ову књигу су касније забранили нацисти.
Када је Хитлер дошао на власт морао је да побегне из Немачке. Преко Скандинавије је 1939. стигао у САД. После низа чланака о оргону и својим политичким ставовима, Америчка агенција за храну и лекове је почела да истражује његово деловање. Суд је 1954. наредио спаљивање свих књига и докумената који су помињали оргонску енергију. Због игнорисања наредбе суда да прекине продају акумулатора оргона осуђен је на две године затвора 1956. Умро је у затвору новембра 1957.

## Научни рад
Познат је по својим доприносима сексологији и психоаналитичкој терапији, свом доприносу сексуалној еманципацији и контроверзним истраживањима енергије оргона. Тврдио је да ова енергија испуњава атмосферу и сва жива бића. Многи савременици су у њему видели контроверзну личност, па и чудака.
У својој књизи посвећеној С. Фројду, „Функција оргазма“ (Die Funktion des Orgasmus) из 1927, био је први научник који је оспорио примат мушке сексуалне функције у стварности као и у свом симболизму.
За време живота у Ослу (1934—1937) проучавао је микроскопске организме протозое. Сматрао је да сложеним физичко-хемијским процесом може да од њих издвоји бионе (најпримитивнији стадијум живота) и да учини енергију оргона видљивом. Тврдио је да се једноћелијски организми деле на оне који разлажу организме (Т бацили) и на оне који промовишу стварање новог живота. Одавде је дошао до закључка да је недостатак енергије оргона узрокује ширење Т бацила у ткивима и појаву болести типа рака.
Током 1940-их Рајх је израдио низ акумулатора оргона у којима би се акумулирао оргон из атмосфере. Енергија скупљена у акумулаторима би се онда користила за лечење болести. Њене ефекте је тестирао на људима и животињама, али није дошао до јасне потврде своје теорије болести као одсуства оргона. Пројектовао је и апарат за стварање облака којим би се енергија оргона каналисала у атмосферу и тако стварала облаке и кишу.
Енергију оргона је називао „првобитна космичка енергија“, тврдио је да је плаве боје и да од ње зависи време, боја неба, гравитација, емоције и сексуалност. По њему, то је једина енергија у природи која има негативну ентропију и која је одговорна за уређење материје.
Вилхелм Рајх је 1940. и 1941. био у контакту са Албертом Ајнштајном и убедио га да тестира акумулатор оргона. Акумулатор који је начинио за овај експеримент састојао се од Фарадејевог кавеза споља изолованог дрветом и папиром. Ајнштајн се сложио да би повећање температуре без извора топлоте била револуционарна новост у физици и негација закона термодинамике. Лично је извршио неколико експеримената у своме подруму, али није установио температурне разлике које би подупрле Рајхове претпоставке.
У каријери психолога и психијатра оријентисао се на структуру карактера личности, пре него на индивидуалне неуротске симптоме. Промовисао је адолесцентну сексуалност, употребу контрацепције, абортус и женску економску независност. Сматрао је да је оргазмичка потенција најважнији критеријум за психофизичко здравље.

## Дела(избор)
- Функција оргазма (Die Funktion des Orgasmus, 1927)
- Дијалектички материјализам и психоанализа (Dialektischer M aterialismus und Psychoanalyse, 1929)
- Пад сексуалног морала (Der Einbruch der Sexualmoral, 1932)
- Масовна психологија фашизма (Die Massenpsychologie des Faschismus, 1933)
- Сексуална револуција (Die Sexualität im Kulturkampf 1936, Die sexuelle Revolution 1966)
- Бион (1938)
- Биопатологија рака (The Cancer Biopathy, 1948)
- Слушај, мали човече! (Listen, Little Man!, 1948)
- Етер, Бог и ђаво (Ether, God, and Devil, 1949)
- ОРАНУР експеримент - први извештај (The ORANUR Experiment – First Report, 1951)
- Људи у невољи (People in Trouble, 1953)
- Контакт са свемиром, ОРАНУР експеримент - други извештај (Contact with Space, The ORANUR Experiment – Second Report, 1957)